# Fading (Bremse)
Als Fading (englisch: to fade = dahinschwinden) oder Bremsschwund wird ein unerwünschtes Nachlassen der Bremswirkung eines mechanischen Bremssystems durch Erwärmung der Bremse bezeichnet. Der Reibbeiwert an der Bremse nimmt mit steigender Temperatur ab. Dabei kann sich nach mehrmaligem oder längerem Bremsen der Bremsweg sicherheitskritisch verlängern. Es tritt im Alltag vor allem bei langen und steilen Bergabfahrten auf.

## Auftreten
Trommelbremsen, die eine innere Servowirkung (Selbstverstärkung) haben, sind besonders empfindlich gegen Fading. Bei Scheibenbremsen ist das Fading geringer. Sie haben keine Selbstverstärkung und die beim Bremsen entstehende Wärme wird besser abgeführt.
Partielles Fading tritt auch nach der Montage neuer Bremsbeläge auf. Da sich diese noch nicht an die Rillen der Bremstrommel bzw. der Bremsscheibe angepasst (eingeschliffen) haben, kann es bei einer Vollbremsung zu einer lokalen Überhitzung kommen. An diesen Stellen tritt Fading auf.
Die Bildung von Wasserdampfblasen in einer Hydraulikbremsanlage, deren Bremsflüssigkeit durch Wasseraufnahme „gealtert“ ist, wird gelegentlich fälschlicherweise auch als Fading bezeichnet. Dabei schwindet die Bremswirkung nicht allmählich, sondern der Bremshebel- oder Bremspedalweg wird länger und schließlich fällt die Bremse ganz aus. Dieser technische Defekt kann nur auftreten, wenn die Bremsung unterbrochen wird, denn nur dann kann durch die Druckentlastung Wasser in der Bremsflüssigkeit verdampfen und durch die dabei auftretende Volumenzunahme einen Teil der Bremsflüssigkeit in den Bremsflüssigkeitsbehälter zurückdrücken.

## Gegenmaßnahmen

### Fahrzeugtechnik
- Wegen ihrer Fading-Anfälligkeit werden trotz ihres geringen Wartungsaufwandes kaum noch Trommelbremsen bei Krafträdern, größeren Personenkraftwagen und Kleintransportern verwendet. Bei Kleinwagen hingegen werden aufgrund geringerer Fahrzeugmasse und Motorleistung weiterhin Trommelbremsen verbaut.
- Die Bremse wird durch Luftzufuhr gekühlt.
- Scheibenbremsen können mit innenbelüfteten Bremsscheiben ausgerüstet werden. Bei Fahrrädern sind gelochte Bremsscheiben üblich.
- Vor allem bei Fahrrädern mit Scheibenbremsen kann das Fadingrisiko durch hochtemperaturstabile Bremsbeläge reduziert werden, aber auch durch größere Bremsscheiben.
- Bei schweren Kraftfahrzeugen wird für längere Bremsungen eine Dauerbremse, beispielsweise die Motorbremse, eine Wirbelstrombremse oder ein Retarder, benutzt.
- Keramikbremsen sind weniger anfällig für Fading, da der Reibbeiwert der beteiligten Komponenten (Scheibe, Bremsklötze) mit zunehmender Temperatur nicht so stark abfällt.

### Fahrweise
- Dauerbremsen ist möglichst zu vermeiden. Bei Passabfahrten geben Fahrtpausen den Bremsen zwischendurch Zeit zum Abkühlen.
- Bei längeren Bergabfahrten mit Kraftfahrzeugen wird mit Hilfe der Motorbremse die Geschwindigkeit verringert, indem in einen kleineren Gang geschaltet wird, um die Bremsen zu entlasten.
- Bei längeren Bergabfahrten werden hohe Geschwindigkeiten durch jeweils rechtzeitiges Abbremsen vermieden. Die erforderliche Bremsleistung sinkt mit geringerer Geschwindigkeit.

Siehe auch: Bremse, Bremse (Eisenbahn), Bremse (Kraftfahrzeug), Fahrradbremse, bei Bremsversagen auf Bergstrecken: Notfallspur (Gefälle)